# Tégu commun
Tupinambis teguixin
Espèce
Synonymes
- Lacerta teguixin Linnaeus, 1758
- Seps marmoratus Laurenti, 1768
- Monitor meriani Blainville, 1816
- Monitor americanus Goldfuss, 1820
- Tupinambis nigropunctatus Spix, 1825

Statut de conservation UICN

 LC  : Préoccupation mineure
Statut CITES
Le Tégu commun, ou Tupinambis teguixin, est une espèce de sauriens de la famille des Teiidae.

## Répartition
Cette espèce se rencontre en Amérique du Sud à l'exception du Chili et du Sud de l'Argentine.

## Description

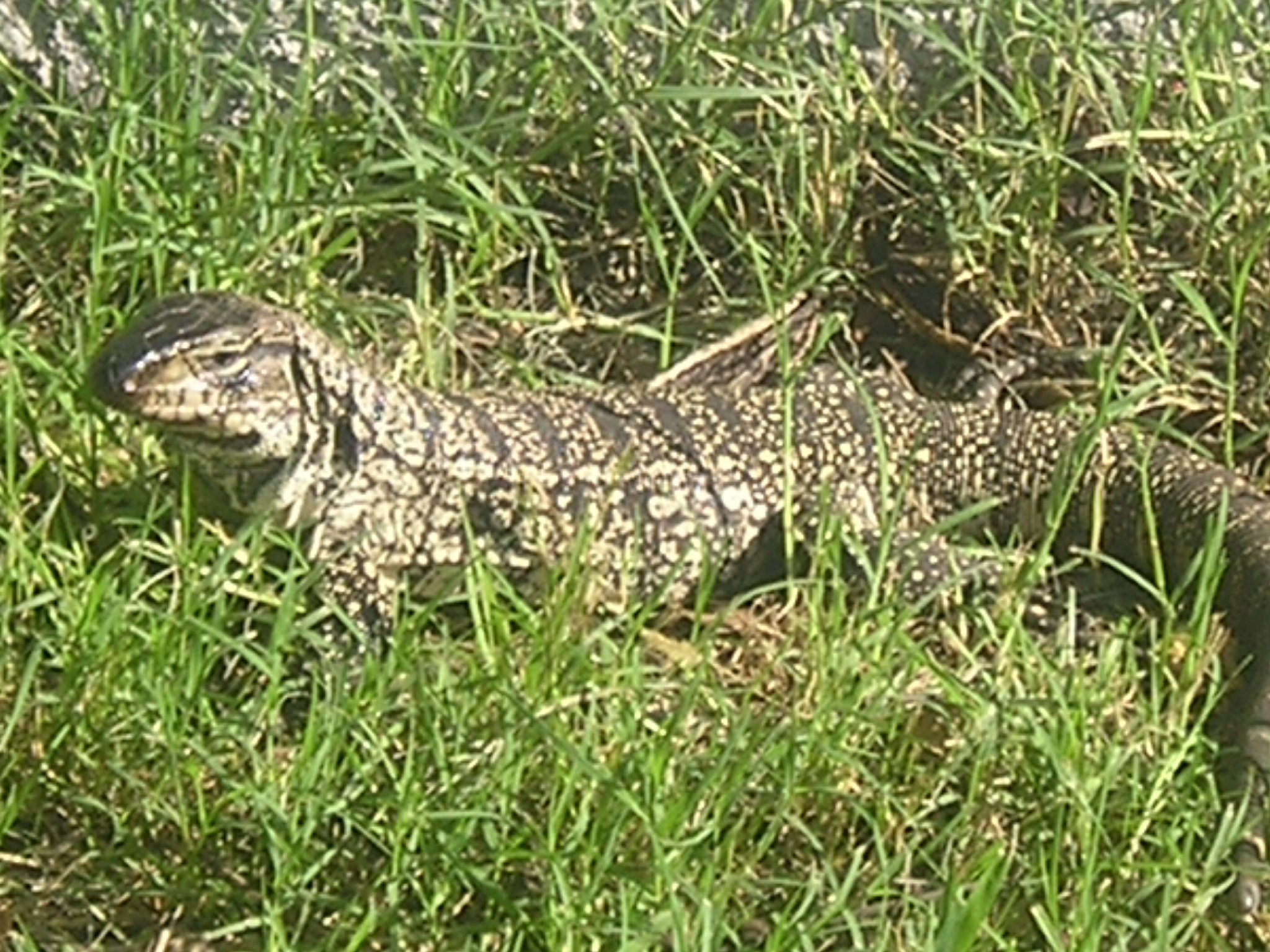
lézard overo - Parc National El Palmar en Argentine (Entre-Rios)

Il peut atteindre exceptionnellement une longueur totale de 120 cm, sa taille la plus fréquente étant un mètre de long.

## Alimentation
Il est omnivore et se nourrit de fruits, végétaux, insectes, arthropodes, poissons, grenouilles, rongeurs, oiseaux, etc. Il est aussi le principal prédateur des œufs du Crocodile de l'Orénoque (Crocodylus intermedius). Les juvéniles sont plutôt insectivores

## Taxinomie
Cette espèce a longtemps été confondue avec Salvator merianae. La sous-espèce Tupinambis teguixin sebastiani est maintenant considérée comme une sous-espèce de Salvator merianae

## Publication originale
- Linnaeus, 1758 : Systema naturae per regna tria naturae, secundum classes, ordines, genera, species, cum characteribus, differentiis, synonymis, locis, ed. 10 (texte intégral).